# Chattanooga (Tennessee)
Chattanooga ist mit 181.099 Einwohnern (Stand: 2020) die viertgrößte Stadt des US-Bundesstaates Tennessee. Die City liegt im Südosten des Bundesstaates am Ufer des Tennessee River in der Nähe der Grenze zu Georgia und ist der Mittelpunkt der Metropolregion Chattanooga.

## Geschichte
Die Stadt wurde 1816 von Häuptling John Ross unter dem Namen Ross’s Landing als Zentrum des Handels mit den Cherokee-Indianern gegründet. 1838 wurde die Stadt nach der gewaltsamen Umsiedlung der Cherokee (siehe dazu Trail of Tears) in Chattanooga umbenannt, wahrscheinlich nach dem Namen eines Felsvorsprungs am nahegelegenen Lookout Mountain.
Während des Amerikanischen Bürgerkriegs fanden wichtige Schlachten nahe Chattanooga statt. Die Schlacht am Chickamauga wurde etwa 20 km südwestlich am 19./20. September 1863 ausgetragen, die Schlacht von Chattanooga in und um die Stadt folgte vom 23. bis zum 25. November 1863.
Chattanooga wurde im 20. Jahrhundert ein wichtiger Industriestandort, was zu einer massiven Umweltverschmutzung führte. In den 1960er Jahren galt die Stadt laut Walter Cronkite als „dreckigste Stadt Amerikas“. Inzwischen ist sie von industrieller Verschmutzung weitgehend frei.
Einwohnerentwicklung
| Jahr | Einwohner¹ |
| ---- | ---------- |
| 1980 | 169.514    |
| 1990 | 152.466    |
| 2000 | 156.472    |
| 2010 | 170.324    |
| 2020 | 181.099    |

¹ 1980–2020: Volkszählungsergebnisse

## Kultur und Sehenswürdigkeiten

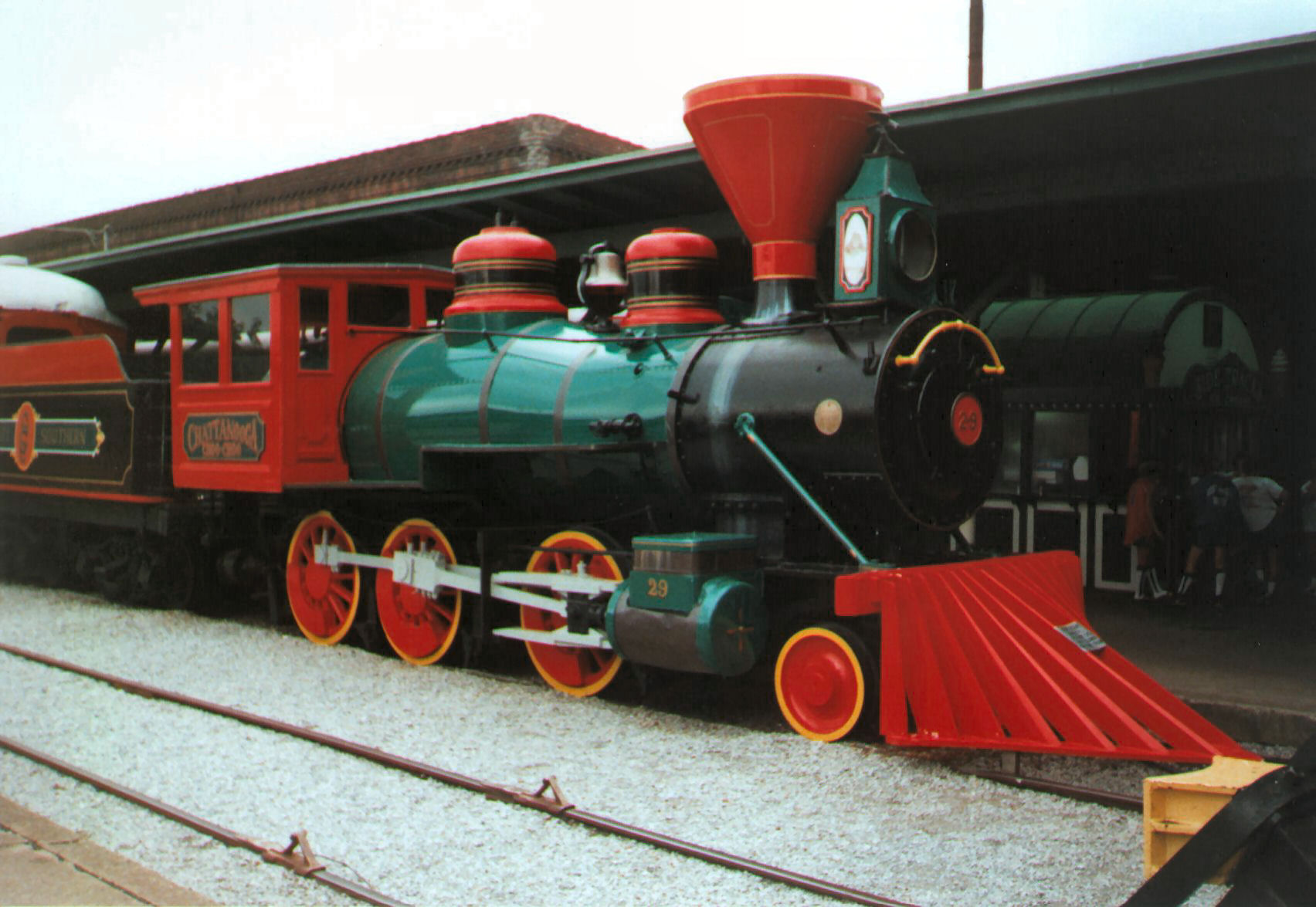
Nachbildung des Chattanooga Choo Choo, Teil eines Hotelkomplexes mit Übernachtungsmöglichkeit in den Waggons

In Chattanooga steht die historische Walnut Street Bridge. Die von 1889 bis 1891 errichtete Brücke befindet sich an der Walnut Street und überspannt den Tennessee River. Sie wurde am 23. Februar 1990 vom National Register of Historic Places als historisches Denkmal mit der Nummer 90000300 aufgenommen.
Das Swingstück Chattanooga Choo Choo, 1941 von Glenn Miller eingespielt, erzählt von einer Dampflokfahrt von New York City nach Chattanooga. Der Titel verkaufte sich bereits im Erscheinungsjahr mehr als eine Million Mal. Am 10. Februar 1942 wurde dafür erstmals in der Musikgeschichte eine Goldene Schallplatte vergeben.
Das jährliche Riverbend-Festival gehört zu den drei größten Open-Air-Veranstaltungen der Vereinigten Staaten.

## Wirtschaft und Infrastruktur

### Wirtschaft
Die lokalen Wirtschaftsbetriebe sind eine Mischung aus produzierendem Gewerbe und Dienstleistungsunternehmen, ferner gibt es drei Colleges sowie die University of Tennessee at Chattanooga. Zu den größten Touristenattraktionen der Stadt gehören neben dem umgewandelten Bahnhof das Tennessee Aquarium, eines der größten Süßwasseraquarien der Welt, sowie das restaurierte Stadtzentrum. Die ebenfalls restaurierte Walnut Street Bridge ist eine der größten Fußgängerbrücken der Welt.
Wie der Vorstand der Volkswagen AG am 15. Juli 2008 bekannt gab, wurde in Chattanooga im Enterprise South Industrial Park,  rund 17 km östlich vom Stadtzentrum, das erste neue US-Werk mit einer Jahreskapazität von 150.000 Autos gebaut. Dazu investierte der Konzern rund eine Milliarde Dollar in den Standort. Er hat einen eigenen Güterbahnhof zur Anlieferung der Materialien und Verladung der fertigen Fahrzeuge. Das Geländemanagement, die Wasserführung und Neubewaldung auf dem ehemaligen Forstgelände gelten als vorbildlich. Die ersten Fahrzeuge – eine größere US-Version des Modells VW Passat – liefen zur Eröffnung des Werkes am 24. Mai 2011 vom Band. 2017 waren in dem VW-Werk 2100 Mitarbeiter beschäftigt.
Der deutsche Technikkonzern Voith betreibt in der Stadt ein Werk des Unternehmenszweiges Voith Hydro Inc.

### Verkehr
In Chattanooga kreuzen drei bedeutende Autobahnen (Interstate Highways). Aber nicht nur der Autoverkehr ist ein bedeutsamer Wirtschaftsfaktor der Stadt, sondern seit langem kommt Chattanooga besondere Bedeutung als Eisenbahnknotenpunkt der Region mit der Verteilungsfunktion nach Norden, nach Westen und nach Süden zu. Der Personenverkehr wurde allerdings völlig eingestellt und der 1909 im viktorianischen Stil erbaute und 1970 stillgelegte historische Bahnhof mit den alten Personenwagen in einen Hotelkomplex umgewandelt. Die eigentlichen Bahnhofsgebäude dienen als Lobby und Restaurant, die Hotelgäste übernachten in den modern ausgestatteten Eisenbahnwagen.

## Sport
Seit 2014 wird hier jährlich im Juli mit dem Ironman Chattanooga ein Triathlon über die Langdistanz (3,86 km Schwimmen, 180,2 km Radfahren und 42,195 km Laufen) ausgetragen.

## Städtepartnerschaften
Chattanooga nennt sieben Städte als Partnerstädte (sister cities):
- Gangneung in Südkorea
- Givʿatajim in Israel
- Hamm in Deutschland, seit 1977
- Nischni Tagil in Russland
- Tōno in Japan
- Wolfsburg in Deutschland, seit 2011
- Wuxi in der Volksrepublik China

## Söhne und Töchter der Stadt
- Nathan L. Bachman (1878–1937), Politiker
- Phelan Beale (1881–1956), Rechtsanwalt und Onkel von Jacqueline Onassis (1929–1994)
- Lovie Austin (1887–1972), Blues- und Jazz-Pianistin, Arrangeurin und Komponistin
- Bessie Smith (1894–1937), Bluessängerin
- Charlie Lewis (* 1903), Jazzpianist
- Grady Sutton (1906–1995), Schauspieler
- George W. Wheland (1907–1962), Chemiker
- Yusef Lateef (1920–2013), Jazzmusiker
- David M. Abshire (1926–2014), Politiker
- Bill McKinney (1931–2011), Schauspieler
- Ted Wheeler (1931–2022), Leichtathlet
- Norman Blake (* 1938), Country-Musiker
- Ishmael Reed (* 1938), Schriftsteller
- Dale Clevenger (1940–2022), Hornist
- Clyde Stubblefield (1943–2017), Schlagzeuger
- John Piper (* 1946), baptistischer Pastor, Professor und Autor
- George S. Clinton (* 1947), Filmkomponist
- Roscoe Tanner (* 1951), Tennisspieler
- Leslie Jordan (1955–2022), Schauspieler
- Tamara E. Jernigan (* 1959), NASA-Astronautin
- Terry Gordy (1961–2001), Wrestler
- Mark Taylor (* 1961), Jazz-Waldhornist
- Reggie White (1961–2004), Footballspieler
- Lori Petty (* 1963), Schauspielerin
- Ralphie May (1972–2017), Comedian und Schauspieler
- Scott Poteet (* 1973), Kampfpilot und Astronaut
- Usher Raymond (* 1978), Sänger
- Jeff Powers (* 1980), Wasserballspieler
- Derek Yates (* 1983), Schauspieler und Model
- Ryan Martin (* 1993), Boxer
- Daniel Michalski (* 1995), Hindernisläufer
- Reggie Upshaw (* 1995), Basketballspieler
- Rhyne Howard (* 2000), Basketballspielerin
- Ace Bailey (* 2006), Basketballspieler

## Klimatabelle
|                       | Jan   | Feb   | Mär   | Apr   | Mai   | Jun  | Jul   | Aug  | Sep   | Okt  | Nov   | Dez   |   |       |
| Mittl. Tagesmax. (°C) | 8,2   | 11,3  | 16,6  | 21,9  | 25,8  | 30,2 | 31,7  | 31,2 | 27,8  | 22,2 | 16,2  | 10,4  | ⌀ | 21,2  |
| Mittl. Tagesmin. (°C) | −2,2  | −0,5  | 3,9   | 8,2   | 13,0  | 17,7 | 20,2  | 19,8 | 17,0  | 9,4  | 4,4   | −0,4  | ⌀ | 9,3   |
|                       |       |       |       |       |       |      |       |      |       |      |       |       |   |       |
| Niederschlag (mm)     | 124,2 | 122,2 | 153,2 | 109,5 | 111,0 | 89,4 | 123,2 | 89,7 | 105,4 | 81,8 | 117,1 | 131,3 | Σ | 1358  |
|                       |       |       |       |       |       |      |       |      |       |      |       |       |   |       |
| Regentage (d)         | 9,5   | 8,5   | 10,2  | 7,9   | 8,9   | 8,6  | 9,8   | 7,9  | 6,7   | 5,9  | 8,4   | 9,2   | Σ | 101,5 |

| −2,2 |

| −0,5 |

| 3,9 |

| 8,2 |

| 13,0 |

| 17,7 |

| 20,2 |

| 19,8 |

| 17,0 |

| 9,4 |

| 4,4 |

| −0,4 |

| −2,2 |

| −0,5 |

| 3,9 |

| 8,2 |

| 13,0 |

| 17,7 |

| 20,2 |

| 19,8 |

| 17,0 |

| 9,4 |

| 4,4 |

| −0,4 |

## Flagge
Die aktuelle Stadtflagge von Chattanooga wurde am 29. August 2012 eingeführt. Sie zeigt ein Siegel nach der Spezifikation von 1975 in der Mitte des grün-blau-grünen horizontalen Tribands. Die frühere Flagge von 1923 hatte ein anderes Design, einschließlich anderer Farben und eines anderen Flügels. Die frühere Flagge, die von 1923 bis 2012 verwendet wurde, zeigte einen blauen Kreis mit einem weißen fünfzackigen Stern, umgeben von einem Kranz aus Eichenblättern auf einem rechteckigen roten Feld mit einem Streifen in Weiß und Blau darüber. Abgesehen vom Kranz und Sternsymbol war das Design nahezu identisch mit der Flagge von Tennessee, dem Bundesstaat, in dem Chattanooga liegt. 